# San Pedro Jocopilas
San Pedro Jocopilas är en kommunhuvudort i Guatemala.   Den ligger i departementet Departamento del Quiché, i den centrala delen av landet, 80 km nordväst om huvudstaden Guatemala City. San Pedro Jocopilas ligger 2 134 meter över havet och antalet invånare är 1 040.
Terrängen runt San Pedro Jocopilas är kuperad. Runt San Pedro Jocopilas är det tätbefolkat, med 369 invånare per kvadratkilometer. Närmaste större samhälle är Chichicastenango, 18,3 km söder om San Pedro Jocopilas. I omgivningarna runt San Pedro Jocopilas växer huvudsakligen savannskog.